# Lopholiodes diamantei
Lopholiodes diamantei är en kvalsterart som beskrevs av Fernández och Cleva 1999. Lopholiodes diamantei ingår i släktet Lopholiodes och familjen Pheroliodidae. Inga underarter finns listade i Catalogue of Life.